# Коврово (Крым)
Ковро́во (до 1948 года Манги́т; укр. Коврово, крымскотат. Manğıt, Мангъыт) — село в Нижнегорском районе Республики Крым, входит в состав Чкаловского сельского поселения (согласно административно-территориальному делению Украины — Чкаловского сельского совета Автономной Республики Крым).

## Население
| 2001 | 2014 |
| ---- | ---- |
| 94   | ↘54  |

Всеукраинская перепись 2001 года показала следующее распределение по носителям языка
| Язык             | Процент |
| ---------------- | ------- |
| крымскотатарский | 40.43   |
| русский          | 30.85   |
| украинский       | 28.72   |

### Динамика численности
| - 1805 год — 119 чел. - 1900 год — 2 чел. - 1915 год — 74/9 чел. - 1926 год — 130 чел. - 1939 год — 109 чел. | - 1974 год — 131 чел. - 1989 год — 98 чел. - 2001 год — 94 чел. - 2009 год — 97 чел. - 2014 год — 54 чел. |

## Современное состояние
На 2017 год в Коврово улиц и переулков не числится; на 2009 год, по данным сельсовета, село занимало площадь 18,6 гектара на которой, в 28 дворах, проживало 97 человек.

## География
Коврово — село на севере района, в степном Крыму, высота центра села над уровнем моря — 5 м. Соседние сёла: Дворовое в 1 км на север и Луговое в 0,5 км на юг. Расстояние до райцентра — около 24 километров (по шоссе) на юг, там же ближайшая железнодорожная станция — Нижнегорская (на линии Джанкой — Феодосия). Транспортное сообщение осуществляется по региональной автодороге 35Н-167 Азовское — Любимовка (по украинской классификации — С-0-10443).

## История
Первое документальное упоминание села встречается в Камеральном Описании Крыма… 1784 года, судя по которому, в последний период Крымского ханства Мангыт входил в Таманский кадылык Карасъбазарскаго каймаканства. После присоединения Крыма к России (8) 19 апреля 1783 года, (8) 19 февраля 1784 года, именным указом Екатерины II сенату, на территории бывшего Крымского Ханства была образована Таврическая область и деревня была приписана к Перекопскому уезду. После Павловских реформ, с 1796 по 1802 год, входила в Перекопский уезд Новороссийской губернии. По новому административному делению, после создания 8 (20) октября 1802 года Таврической губернии, Мангит был включён в состав Таганашминской волости Перекопского уезда.
Согласно Ведомости о всех селениях, в Перекопском уезде состоящих с показанием в которой волости сколько числом дворов и душ… от 21 октября 1805 года, в деревне Мандит в 19 дворах проживало 109 крымских татар и 10 цыган. На военно-топографической карте генерал-майора Мухина 1817 года две соседние деревни объдинены под названием Манкут с 40 дворами. После реформы волостного деления 1829 года Мангит, согласно «Ведомости о казённых волостях Таврической губернии 1829 года», отнесли к Башкирицкой волости (переименованной из Таганашминской). На карте 1836 года в деревне Мангыт21 двор, как и на карте 1842 года.
В 1860-х годах, после земской реформы Александра II, деревню приписали к Байгончекской волости. Согласно «Памятной книжке Таврической губернии за 1867 год», деревня Мангит была покинута жителями в 1860—1864 годах, в результате эмиграции крымских татар, особенно массовой после Крымской войны 1853—1856 годов, в Турцию и оставалась в развалинах. Если на трехверстовой карте Шуберта 1865 года Мангит ещё обозначен, то на карте, с корректурой 1876 года его уже нет.
После земской реформы 1890 года деревню отнесли к Ак-Шеихской волости.
По «…Памятной книжке Таврической губернии на 1900 год» в деревне Мангут числилось 2 жителя в 1 дворе. По Статистическому справочнику Таврической губернии. Ч.II-я. Статистический очерк, выпуск пятый Перекопский уезд, 1915 год, в деревне Мангит Ак-Шеихской волости Перекопского уезда числилось 7 дворов (все дворы с землёй) с русским населением в количестве 74 человек приписных жителей и 9 — «посторонних», из которых 37 мужчин и 46 женщин. Жители владели 324 десятинами удобной земли. В хозяйствах имелось 50 лошадей, 45 коров и 25 голов мелкого скота.
После установления в Крыму Советской власти, по постановлению Крымревкома № 206 «Об изменении административных границ» от 8 января 1921 года была упразднена волостная система, Перекопский уезд переименовали в Джанкойский, в составе которого был создан Джанкойский район. В 1922 году уезды преобразовали в округа. 11 октября 1923 года, согласно постановлению ВЦИК, в административное деление Крымской АССР были внесены изменения, в результате которых округа были отменены и Джанкойский район стал основной административной единицей и село включили в его состав. Согласно Списку населённых пунктов Крымской АССР по Всесоюзной переписи 17 декабря 1926 года, в селе Мангит, центре Мангитского сельсовета Джанкойского района, числился 21 двор, из них 20 крестьянских, население составляло 130 человек. В национальном отношении учтено: 121 украинец, 5 русских, 3 грека, 1 латыш, действовала русская школа.
Постановлением Президиума КрымЦИКа «Об образовании новой административной территориальной сети Крымской АССР» от 26 января 1935 года был образован Колайский район (переименованный указом ВС РСФСР № 621/6 от 14 декабря 1944 года в Азовский) и село включили в его состав. Видимо, в ходе той же реорганизации, был упразднён сельсовет, поскольку на 1940 год он уже не существовал. По данным всесоюзной переписи населения 1939 года в селе проживало 109 человек.
После освобождения Крыма от фашистов, 12 августа 1944 года было принято постановление № ГОКО-6372с «О переселении колхозников в районы Крыма» и в сентябре 1944 года в Азовский район Крыма приехали первые новоселы (162 семьи) из Житомирской области, а в начале 1950-х годов последовала вторая волна переселенцев из различных областей Украины. С 25 июня 1946 года Мангит в составе Крымской области РСФСР. Указом Президиума Верховного Совета РСФСР от 18 мая 1948 года, Мангит переименовали в Коврово. 26 апреля 1954 года Крымская область была передана из состава РСФСР в состав УССР. Время создания сельсовета пока не установлено: на 15 июня 1960 года село уже существовал. Указом Президиума Верховного Совета УССР «Об укрупнении сельских районов Крымской области», от 30 декабря 1962 года Азовский район был упразднён и село присоединили к Джанкойскому. 1 января 1965 года, указом Президиума ВС УССР «О внесении изменений в административное районирование УССР — по Крымской области», включили в состав Нижнегорского. В 1974 году Ковровский сельсовет был разделён на Чкаловский и Пшеничненский. По данным переписи 1989 года в селе проживало 88 человек. С 12 февраля 1991 года село в восстановленной Крымской АССР, 26 февраля 1992 года переименованной в Автономную Республику Крым. С 21 марта 2014 года в составе Крыма аннексировано Россией.